# 妖女乱舞2
『妖女乱舞2』（ようじょらんぶツー）は、1997年5月29日にZONEより発売された18禁アダルトゲーム。ZONEの第2弾作品である。
3DダンジョンタイプRPGで、前作の『妖女乱舞 〜汚された聖域〜』と同じ、会話はPCMでしゃべりまくる。全員攻略可能状態にして、主人公の戦闘回数を熟すと各メインキャラクターの好感度が上がっている。また、Hシーンにはメインキャラクターの7人とサブキャラクターの5人、敵キャラクターの8人ともHできる。物語最終、1人の女性キャラクターを選んで告白することになる。
2000年5月19日には『妖女乱舞2』のリメイク作品である『AVARON』が発売された。原画は『妖女乱舞2』と同様にAM-DVLが担当しており、ビジュアルをCG原画から全面描き直され、イベントとオープニングテーマソングが追加されている。

## ストーリー
5王朝の首都を集う帝陵・ガイアから遠く離れた小さな村を住む主人公・アダルクは、自分の本当の母親と自分の出生の秘密を知るために帝陵ガイアへと旅立つ。また意外に超兵器・クロサクィールの砦の秘密を発見した。

## 登場人物
アダルク（名前設定可）
主人公。

### メインキャラクター
マルケ　　　
宿屋の娘で、赤い髪の少女が特徴。戦闘のみ参加しない。
オリンカ
花売り娘で、緑髪のロリが特徴。専用武器はお花の剣。夜の酒場と出会う。
ラヴィスタ
女盗賊で、茶髪の元気娘が特徴。専用武器はタガー。夜の街の大通りと出会う。
イファール　
踊り子で、紫髪の御姉肌が特徴。専用武器はレイピア。
アルティナ
女傭兵で、水色短髪を持つ男勝りの女性が特徴。専用武器はソード。酒場と出会う。
フィオラ
商家の娘で、金髪・縦ロールのお嬢様が特徴。専用武器はサーベル。昼の街の入り口と出会う。
カルディス
科学者で、黒髪の御姉肌が特徴。専用武器は銃。武器屋と出会う。

### 敵キャラクター
クロサークィル
超兵器である空中楼閣を造った築城師。
ボリス・デ=ニヒロス
魔女ランチェスタ
チャイニー
サラマンダー
ウンディーネ
風の精霊シルフ
地の精霊

## スタッフ
- 原画 - AM-DVL
- シナリオ - 紙谷龍生
- 音楽：梶原正裕 （『AVARON』）

## 主題歌
『AVARON』オープニングテーマ「愛と勇気と」
歌：MARIO

## 関連作品
- 妖女乱舞 〜汚された聖域〜